# Pseudemoia
Pseudemoia – rodzaj jaszczurek z podrodziny Eugongylinae w rodzinie scynkowatych (Scincidae).

## Zasięg występowania
Rodzaj obejmuje gatunki występujące w Australii (Nowa Południowa Walia, Australijskie Terytorium Stołeczne, Australia Zachodnia, Australia Południowa, Wiktoria i Tasmania). 

## Systematyka

### Etymologia
Pseudemoia: gr. ψευδος pseudos „fałszywy”; rodzaj Emoia J.E. Gray, 1845.

### Podział systematyczny
Do rodzaju należą następujące gatunki:
- Pseudemoia baudini (Greer, 1982)
- Pseudemoia cryodroma Hutchinson & Donnellan, 1992
- Pseudemoia entrecasteauxii (Duméril & Bibron, 1839)
- Pseudemoia pagenstecheri (Lindholm, 1901)
- Pseudemoia rawlinsoni (Hutchinson & Donnellan, 1988)
- Pseudemoia spenceri (Lucas & Frost, 1894)